# مروع (تشاه مبارك)
مروع (بالفارسية: مروع) هي قرية تقع في إيران في قسم تشاه مبارك الريفي. يقدر عدد سكانها بـ 656 نسمة بحسب إحصاء 2016.